# Aimé Guerlain
Aimé Guerlain (1834 – 1910) è stato un profumiere francese, figlio di Pierre François Pascal Guerlain.
All'età di ventisette anni rilevò la guida dell'azienda di famiglia dal padre, che dovette lasciare per motivi di salute. 
Lasciando al fratello Gabriel la gestione economica dell'azienda, Aimé si concentrò sulla creazione di nuove fragranze. La sua composizione più celebre fu Jicky del 1889 e tuttora in produzione. "Jicky" era il nomignolo con cui Aimé chiamava suo nipote Jacques Guerlain (figlio di Gabriel), che diventerà suo apprendista in laboratorio.

## Principali profumi creati
Guerlain 
- Belle France (1892)
- Eau de Cologne de Coq (1894)
- Excellence (1890)
- Fleur d'Italie (1884)
- Jicky (1889)
- Rococo (1887)
- Skine (1885)
- Voila Pourquoi J'Aimais Rosine